# Ходжавендский район
Ходжаве́ндский райо́н (азерб. Xocavənd rayonu) — район на юго-западе Азербайджана. Административный центр — город Ходжавенд.

## География
Район расположен на автомобильной дороге Агдам— Физули на предгорных равнинах. На севере район граничит с Агдамским, Ходжалинским и Шушинским районами, на западе — с Лачинским и Губадлинским районами, на юге — с Джебраильским и Физулинским районами, на востоке — с Агджабединским районом.
Рельеф в основном горный. Высота приблизительно составляет от 500 до 2724 метров (гора Большой Кирс). Через район проходят реки Куричай, Ханашенчай, Чайлух, Агогланчай.
- Пшеничные поля Ходжавендского района
- Двухтысячелетний платан в селе Шых Дурсун

На западе Ходжавендский район включает в себя эксклавный участок земли у развалин села Тезхараба Губадлинского района. В свою очередь, на территории Ходжавендского района, к югу от райцентра, располагается крупный эксклав Физулинского района, включающий в себя сёла Юхары-Вейсалли и Агбашлы.

## История
26 ноября 1991 года Верховный Совет Азербайджана принял закон об упразднении Нагорно-Карабахской автономной области, согласно которому город Мартуни был переименован в Ходжавенд, а Мартунинский район — в Ходжавендский. Тем же законом в состав Ходжавендского района была передана территория упразднённого Гадрутского района.
По итогам Первой Карабахской войны (1991—1994) все населённые пункты района со 2 октября 1992 года оказались под контролем непризнанной Нагорно-Карабахской Республики (НКР). Азербайджан удерживал контроль лишь над восточными окраинами Ходжавендского района, практически не имевшими гражданского населения, в том числе над урочищем Наргизтепе. Согласно административно-территориальному делению непризнанной НКР, территория Ходжавендского района входила в Мартунинский и Гадрутский районы НКР.
В ходе Второй Карабахской войны 9 октября 2020 года азербайджанская армия, вскоре после установления контроля над значительной частью соседних Джебраильского и Физулинского районов, объявила о взятии под свой контроль посёлка Гадрут и села Сор Ходжавендского района. Этот эпизод войны оказался переломным, так как с этого момента азербайджанские войска стали продвигаться более интенсивно, а армяне — отступать. 14 октября 2020 года азербайджанцы отбили у армян сёла Булутан, Меликджанлы, Кемракуч, Такь, Тагасер Ходжавендского района, 20 октября — сёла Агджакенд, Мюлькюдере, Дашбашы, Гюнешли, Ванк, 7 ноября — сёла Атагут и Цакури, а 9 ноября — сёла Сусанлык, Бина, Туг, Агдам, Азых, Бёюк-Таглар, Салакетин, Зогалбулаг, Аракюль, Тагаверд, Зарданашен, Шехер. 13 декабря, уже после окончания активной фазы военных действий, азербайджанцы закрепились в остававшихся в «серой зоне» двух сёлах района, куда попытались выдвинуться армянские подразделения: Кёгна-Таглар и Чайлаггала. Согласно заявлению о прекращении огня, часть Ходжавендского района, включая районный центр, осталась под контролем Нагорно-Карабахской Республики, причём новая линия соприкосновения поделила село Тагаверд на две части. В контролируемой армянами части Ходжавендского района были размещены российские миротворческие силы. Из подконтрольной Азербайджану части района ушло всё армянское население.
- Территории Ходжавендского района, контролируемые Азербайджаном в период Карабахского конфликта (указаны сплошным красным цветом)
- 1992—2020
- 2020—2023

В ходе проведённой Азербайджаном боевой операции в Нагорном Карабахе 19—20 сентября 2023 года азербайджанские войска пересекли линию соприкосновения в Ходжавендском районе и взяли под контроль все ведущие к нему дороги. В результате боевых действий армянское население эвакуировалось из района, который полностью перешёл под азербайджанский контроль. 15 октября 2023 года президент Азербайджана Ильхам Алиев посетил город Ходжавенд и поднял здесь государственный флаг республики.
С 1991 года согласно экономическому делению Азербайджана входил в состав Верхне-Карабахского экономического района, который 7 июля 2021 года был переименован в Карабахский экономический район.

## Достопримечательности
- Азыхская пещера — комплекс из 6 пещер, место обитания первобытных людей (мустьёрская и ашельская культуры).
- Тагларская пещера — место обитания первобытных людей мустьерской культуры[29].
- Наргизтепе — местность в Мильской степи, в которой найдены археологические объекты — остатки поселения раннего и среднего бронзового века[30][31][32].

- Вход в Азыхскую пещеру
- Наргизтепе